# Légua
Légua (do celta: Leuga ou Leuk) era a denominação de várias unidades de medidas de itinerários (de comprimentos longos) utilizadas em Portugal, Brasil, e em outros países, até à introdução do sistema métrico. As várias unidades com esta denominação tinham valores que variavam entre 2 e 7 km.

## Léguas terrestres

### Roma antiga
Foi incorporada a medida gaulesa légua (Leuga) na Roma antiga, medindo 2,220 km.

### Légua terrestre no período colonial do Brasil
De acordo com os dados informados por Iraci del Nero da Costa, e admitindo-se que a "polegada" em questão era equivalente a 2,75 cm, pode-se construir a seguinte relação:
1 légua = 3 000 braças = 6 000 varas = 30 000 palmos = 660 000 cm = 6 600 m

### Légua terrestre no sistema imperial e estadunidense
A légua imperial é a maior unidade do sistema imperial britânico de medidas. Esta é a única légua que tem uma definição e equivalência exatas, pois equivale cabalmente a 4,828032 km.

### Em Portugal
Durante o período de transição das antigas unidades de medida para o sistema métrico, por Decreto de 2 de maio de 1855, foi estabelecida a "légua itinerária", também conhecida por "légua métrica", equivalente a 5 000 m.

### No Brasil
No estado de São Paulo, principalmente no interior, denomina-se "légua" à distância percorrida a pé (caminhada) por uma hora, sendo de aproximadamente 2 km. Também no estado de São Paulo, em algumas partes do interior, a légua terrestre é conhecida como o equivalente a 6 km.
No Nordeste brasileiro já foi uma unidade de medida muito utilizada, que equivalia a 6 km. Atualmente encontra-se em desuso. Porém, há algumas pessoas (principalmente as mais idosas) que ainda utilizam essa denominação para referir-se ao comprimento de 7 km.

## Légua marítima
Na época das navegações, e segundo diversos documentos antigos, existiu um outro tipo de légua, a "légua marítima" ou "légua naval", que era representada geralmente pelo símbolo ('). O seu cálculo diferia de navegador para navegador pois era feito com base em duas medidas:
- Da circunferência da terra, que é cerca de 40 000 km no Equador (longitudinalmente — direção leste-oeste) e de 20 000 km na distância de polo a polo (latitudinalmente — direção norte-sul).
- Da quantidade de léguas que cada navegador considerava que possuía cada grau (') do meridiano terrestre, de forma geral consideravam 20 léguas marítimas em média, como a chamada oficial, entre portugueses, ingleses e brasileiros, considerando aí aproximadamente um grau terrestre horário para a navegação estimada.

Se um navegador considerasse que cada um dos 360 graus tivesse 18,5 léguas, cada légua marítima teria 6 006 m. Devido a essas variações, a medida da légua era expressa de várias formas:
- Légua de 18 ao grau, equivalente a 6 172,84 m.
- Légua de 20 ao grau, equivalente a 5 555,56 m (medida oficial da légua marítima).
- Légua de 25 ao grau, equivalente a 4 444,44 m.